# I diavoli di Loudun
I diavoli di Loudun (The Devils of Loudun) è un romanzo scritto da Aldous Huxley nel 1952 e ispirato al caso dei diavoli di Loudun, il più famoso caso di possessione demoniaca della storia, avvenuto a Loudun, una piccola cittadina francese, nel 1634.

## Trama
La storia è ambientata in Francia e comincia nel 1631. Nel comune di Loudun, presso la chiesa di San Pietro,  esercita il sacerdozio Urbain Grandier, un prete libertino dal temperamento sanguigno, molto colto e piacente. Il prete si rende protagonista di una serie di seduzioni, tra le quali una che porta alla nascita di un figlio illegittimo. Dopo aver abbandonato la madre del bambino, figlia di un notabile, Grandier si innamora e arriva a sposarsi con la figlia di un altro notabile. 
I vari notabili di Loudun, determinati a eliminare Grandier a causa della sua condotta, trovano il modo di vendicarsi attraverso il caso di suor Jeanne des Anges, superiora del locale convento delle Orsoline. La monaca infatti ha sviluppato un'attrazione di natura sessuale verso Gandier che però, non venendo ricambiata, la porta all'isteria. Quando l'isteria contagia le altre suore del convento, i notabili decidono di imbastire un processo contro Grandier, reo di essere uno stregone e di aver fatto possedere tutte le suore dai diavoli. Il processo viene viziato dalle vicende politiche del comune, sotto l'attenzione del cardinale Richelieu per la prevalenza di protestanti nella città e per la cinta muraria che il porporato è deciso a demolire. Alla fine il fanatismo religioso, la superstizione e l'ossessione popolare per le possessioni portano alla condanna di Grandier che viene umiliato, torturato brutalmente e arso vivo con sentenza eseguita il 18 agosto 1634.
La storia continua narrando di Jeanne Des Anges e del suo rapporto con l'esorcista gesuita Surin, che riesce a liberare la monaca (che probabilmente si fingeva posseduta).
Tutta la narrazione è intervallata da lunghe dissertazioni saggistiche dell'autore, che in parte approfondiscono le carte originali del processo e in parte attuano delle riflessioni sulla religione, la superstizione e il misticismo.
Huxley usa l'episodio di Loudun per esporre la sua visione comparata delle religioni, dell'esperienza mistica e del rapporto tra fede e società.

## Al cinema e al teatro
Molte opere presero spunto da questo romanzo:
- 1960, John Whiting ne fece un dramma teatrale intitolato The Devils.
- 1969, Krzysztof Penderecki scrisse l'opera con libretto in tedesco I diavoli di Loudun.
- 1971, Ken Russell con il film I diavoli con Vanessa Redgrave e Oliver Reed.

## Edizioni
- Aldous Huxley, I diavoli di Loudun, collana Oscar scrittori moderni, Arnoldo Mondadori Editore, 1998,  p. 336, ISBN 88-04-45575-6.